# Cola Rapicano
Cola Rapicano est un enlumineur actif à Naples entre 1451 et 1488, né à une date inconnue à Amantea et mort à Naples en 1488.

## Biographie

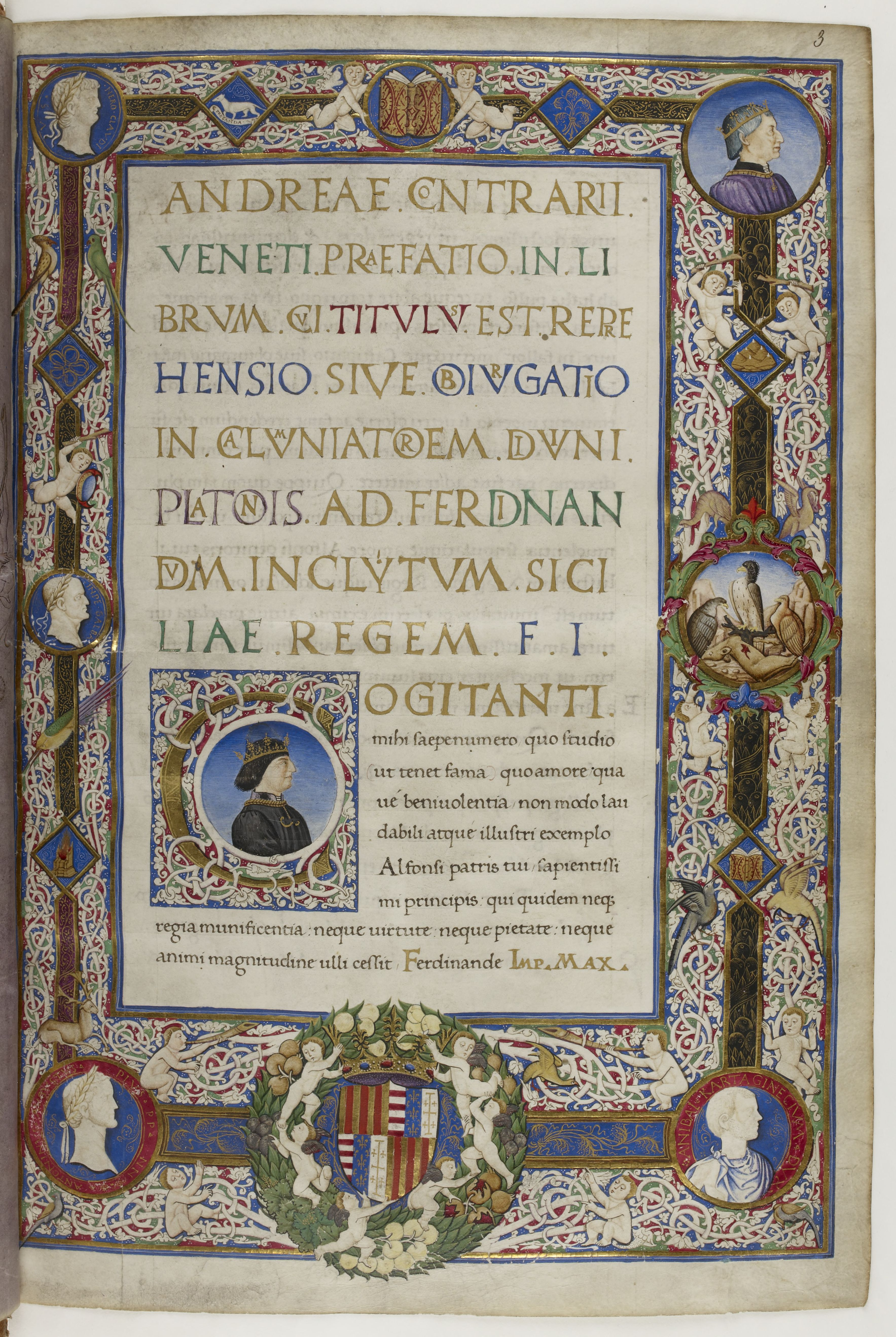
Manuscrit d'Andrea Contario documenté en 1471.

L'enlumineur, mentionné comme né dans la ville d'Amantea en Calabre, est signalé pour la première fois dans un document de l'administration des rois d'Aragon en 1541, décrit alors comme un scribe (mais il pourrait s'agir d'une erreur), puis en 1455 comme un enlumineur de livre. Il perçoit alors une rémunération de 6 soldi barcelonais par jour. Il est mentionné dans les archives jusqu'à sa mort en 1488.
Il semble recevoir des commandes d'ouvrages religieux pour la chapelle royale, mais aussi et surtout pour des frontispices et lettrines de textes humanistes ou antiques. Un ouvrage documenté a permis de déterminer son style et son corpus : il s'agit d'un manuscrit d'un texte d'Andrea Contrario, peint pour Ferdinand Ier de Naples pour lequel il est payé le 6 novembre 1471. Y est représenté un portrait equestre du roi sur un folio de couleur pourpre puis une page de frontispice comportant des reproductions de médailles avec le portrait du roi dont l'une a été réalisée par Pisanello.
Il a été émis l'hypothèse selon laquelle il était à la tête d'un atelier royal d'enluminure dans lequel travaillaient plusieurs artistes dont ses fils Filippo, Francesco et surtout Nardo Rapicano ou encore Cristoforo Majorana.

## Style
Son style se caractérise par l'usage de la vigne blanche et des bustes ou portraits à la manière antique. Ses putti décorent également fréquemment ses frontispices, produits de manière un peu standardisée.

## Œuvres
- Bréviaire à l'usage franciscain pour Ferdinand Ier de Naples, avant 1455, par l'atelier de Cola Rapicano avec la participation de Cristoforo Majorana, BHUV, Ms.890[4]
- Epistolae de Phalaris, vers 1465-70, Morgan Library and Museum, M.1163[5]
- Objurgatio in calumniatorem Platonis  d'Andrea Contrario, pour Ferdinand Ier de Naples, en collaboration avec Angelo Roccadirame 1471, Bibliothèque nationale de France, Lat.12947[6]
- De balneis puteolanis de Pietro da Eboli, 23 miniatures en pleine page, 1471, Bibliothèque ambrosienne, Milan, Ms I.6.inf
- Oratiions de Cicéron, pour Ferdinand de Naples, 1471, Bibliothèque nationale autrichienne, Cod.4
- Fables d'Esope, 1473, Staatsbibliothek zu Berlin, MS. Hamilton 6
- Géographie (Strabon) de Strabon, Bibliothèque apostolique vaticane, ms. Ott. lat. 1448[7]
- Œuvres de Salluste, pour la famille Di Capua, Bibliothèque vaticane, ms. Chig. H.VI. 188[8]
- De re uxoria de Francesco Barbaro, dédicacé à Ferdinand de Naples, 1472, BHUV, Ms.720[9]
- De institutione oratoria de Quintilien, vers 1473, BHUV, Ms.720[10]
- Elegantiarum latinae linguae de Lorenzo Valla, 1473, BHUV, Ms.809[11]
- Polyhistor, de Solin, vers 1475, en vente chez le marchand Jörn Günther[12]
- Vitae philosophorum de Diogène Laërce, vers 1475, ancienne collection Georges d'Amboise, BNF, Lat.6069A[13]
- Adversus Georgium Trapezuntium de Jean Bessarion pour Ferdinand de Naples, en collaboration avec Gioacchino di Giovanni, 1476, BNF, Lat.12946[14]
- Commentarii de Jules César, vers 1480, Fondation Martin Bodmer, Ms.44[15]
- Speculum Historiale de Vincent de Beauvais, en collaboration avec son fils Nardo Rapicano, avant 1481, en 2 volumes, BHUV, Ms.44[16] et Ms.381[17]
- Quaestiones disputatae de Thomas d'Aquin, 1481, BHUV, Ms.47[18]
- Seconde partie de la Somme théologique de Thomas d'Aquin, pour le cardinal Giovanni d'Aragona, en collaboration avec Cristoforo Majorana, vers 1484, BHUV, Ms.395[19]
- Histoire naturelle de Pline l'Ancien, vers 1470-1480, par Cola Rapicano et Cristoforo Majorana, achevée après 1494 par Giovanni Todeschino, BHUV, Ms.691[20]
- Geometria speculativa de Thomas Bradwardine, atelier de Cola Rapicano, 1495-1496, bibliothèque historique de l'Université de Valence, Ms.50[21]

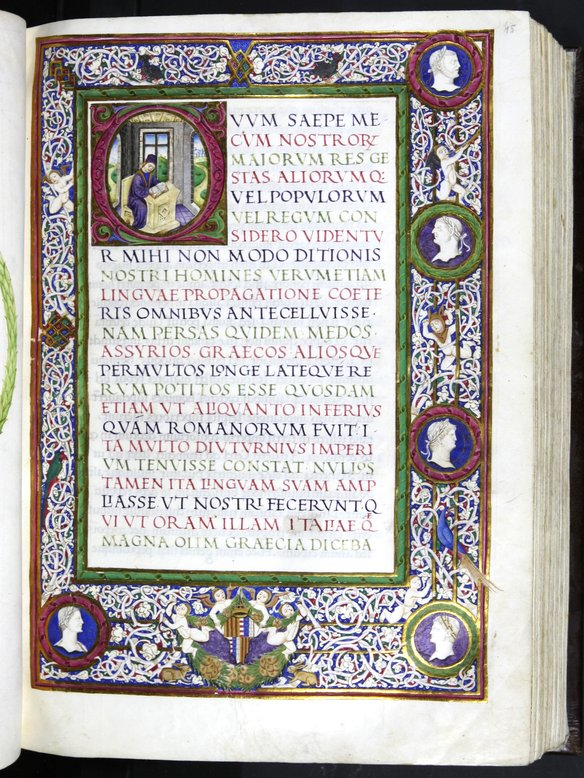
Manuscrit de Lorenzo Valla, Bibliothèque de Valence.
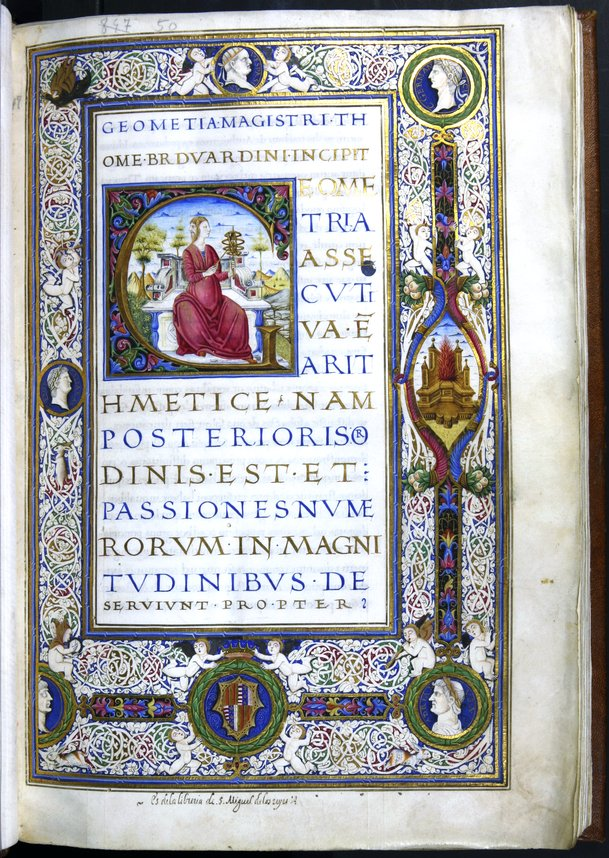
Manuscrit de Thomas Bradwardine, B.V.
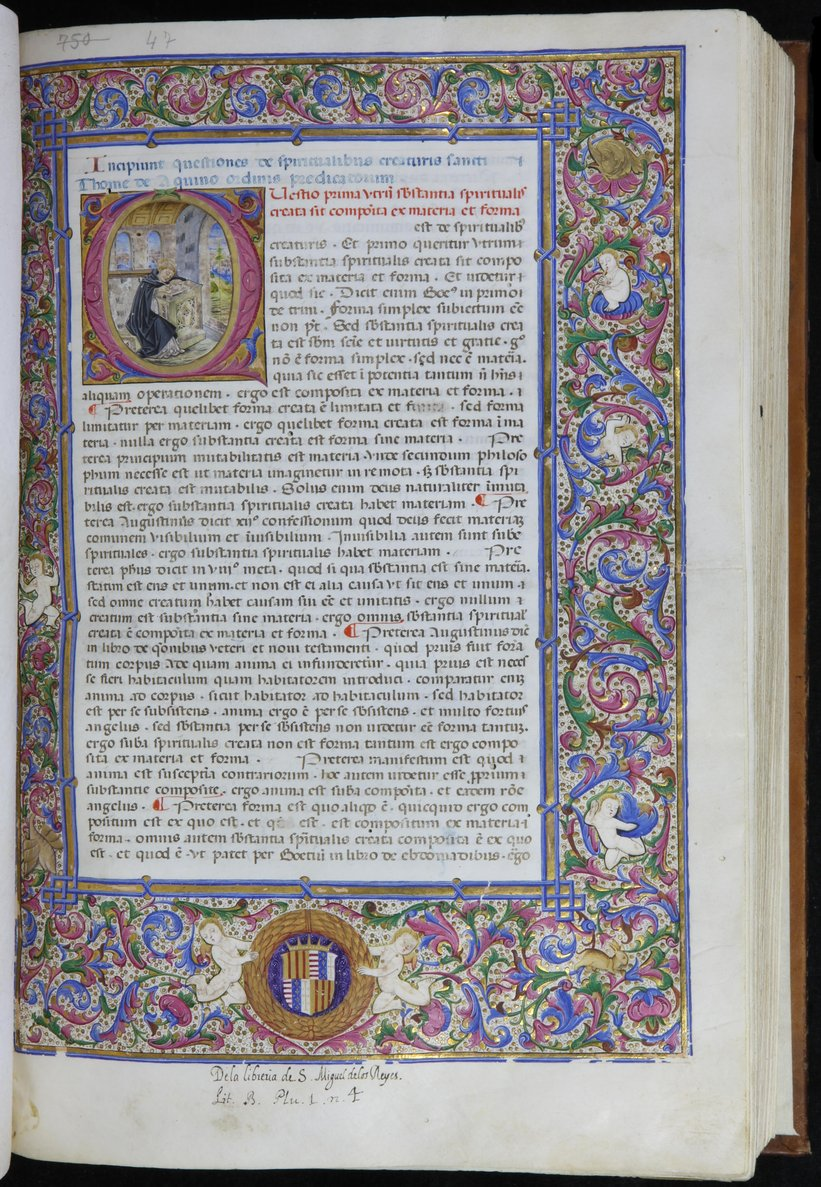
Quaestiones disputatae de Thomas d'Aquin, B.V.